# Perissomastix atricoma
Perissomastix atricoma är en fjärilsart som beskrevs av Edward Meyrick 1931. Perissomastix atricoma ingår i släktet Perissomastix och familjen äkta malar. Inga underarter finns listade i Catalogue of Life.